# Aus-Rotten
Аус-Ротен (Aus-Rotten) је био политички тврдокорни панк бенд који је настао почетком 1990-их у Питсбургу, Пенсилванија, САД. Они су комбиновали став директне акције анархо – панк покрета 1980-их са новим и јачим звуком. Многе њихове песме баве се владом, сексизмом, смртном казном, религијом, правима животиња и другим контроверзним темама. Бенд није најпознатији по својој музикалној оригиналности него по својим оштрим, агресивним и примордијално звучечим текстовима што је типично за тврдокорни – панк стил. Аус–Ротен се распао почетком 2001. године и чланови су се разишли како би створили бендове Каустик Крист (Цаустиц Цхрист) и Бихајнд Енеми Лајнс.

## Музички састав
- Дејв Тренга - вокал
- Адриене Другас – вокали
- Ерик Гуд - гитара
- Бил Чамберлајн – гитара
- Кориј Лијонс – бас-гитара
- Тим Вилијамс – бубњеви

## Дискографија

### Албуми
- The System Works For Them (1996)
- Not A Single Fucking Hit Discography (1997)
- ...And Now Back To Our Programming (1999)
- The Rotten Agenda (2001)

### ЕП
- Anti-Imperialist 7" (1993)
- Aus Rotten/Naked Aggression split (1994)
- Fuck Nazi Sympathy (1994)

### Компилације
- Iron City Punk Compilation (1993)
- Pogo Attack Compilation (1994)
- Start A Riot Compilation (1996)
- Solidarity Compilation (1999)
- Return Of The Read Menace Compilation (1999)